# Kijang Ulu
Kijang Ulu is een bestuurslaag in het regentschap Ogan Komering Ilir van de provincie Zuid-Sumatra, Indonesië. Kijang Ulu telt 2589 inwoners (volkstelling 2010).